# Kościół Zielonoświątkowy (Ghana)
Kościół Zielonoświątkowy (ang. Church of Pentecost) – największa spośród protestanckich i zielonoświątkowych denominacji w Ghanie. Kościół Zielonoświątkowy z siedzibą w Akrze wzrósł z 2,8 mln wiernych w 2016 roku do 3,9 mln wiernych w 136 krajach, w roku 2021. 85,4% wiernych zamieszkuje w Ghanie, co stanowi 10,8% populacji tego państwa.
Kościół Zielonoświątkowy z Ghany w 2016 roku posiadał duże oddziały w takich krajach jak:
- Wybrzeże Kości Słoniowej – 87.063 wiernych w 1083 zborach,
- Benin – 85.067 wiernych w 857 zborach,
- Togo – 53.973 wiernych w 802 zborach.

Poza Afryką największe społeczności tworzą:
- Stany Zjednoczone – 26.364 wiernych w 182 zborach,
- Wielka Brytania – 16.748 wiernych w 132 zborach.

## Historia
Początki kościoła są związane z posługą pastora Jamesa McKeown'a (1900-1989), irlandzkiego misjonarza wysłanego przez Kościół Apostolski, z Bradford w Wielkiej Brytanii do ówczesnego Złotego Wybrzeża (obecnie Ghana) w 1937 roku. Ze względu na różnice doktrynalne na temat "boskiego uzdrowienia", grupa podzieliła się w 1939 roku na Chrystusowy Kościół Apostolski i Apostolski Kościół Złotego Wybrzeża. Po odzyskaniu niepodległości przez Ghanę w 1957 roku Apostolski Kościół Złotego Wybrzeża został przemianowany na Kościół Apostolski Ghany. Pastor McKeown i jego grupa, która później w 1961 roku przyjęła nazwę "Kościół Zielonoświątkowy", rozpoczął masową ewangelizację poprzez konwencje i wiece, które doprowadziły do przebudzenia zielonoświątkowego w Ghanie.